# IC 2391
IC 2391 (také známá jako Omicron Velorum Cluster nebo Caldwell 85) je otevřená hvězdokupa v souhvězdí Plachet vzdálená přibližně 574 světelných let. Objevil ji perský astronom Abdurrahmán ibn Umar as-Súfí v roce 964. Nicolas-Louis de Lacaille ji nezávisle spoluobjevil v roce 1751 a zapsal ji do svého katalogu jako Lac II.5.
Hvězdokupa je od Země vzdálená kolem 574 světelných let a při své magnitudě 2,5 je viditelná pouhým okem. Na obloze se nachází 2 stupně severně od hvězdy 2. magnitudy Delta Velorum a jejím nejjasnějším členem s magnitudou 3,6 je Omikron Velorum. Obsahuje přibližně 30 hvězd rozptýlených do průměru 50 obloukových minut. Stáří této hvězdokupy se odhaduje na 50 milionů let a zdá se být stejné jako IC 2602.